# Preconceito ambivalente
Preconceito ambivalente é uma teoria da psicologia social, que afirma que quando as pessoas notam que tem ideias conflitantes a respeito de um "grupo de fora", elas experimentam uma sensação desagradável, conhecida como dissonância cognitiva. Isso acontece porque, de um lado, acredita em virtudes humanitárias, como ajudar aos necessitados, mas por outro lado, também acredita em virtudes individualistas, como trabalhar duro para melhorar de vida.
Bernard Whitley e Mary Kite afirmam que essa dissonância motiva as pessoas a alterar seus pensamentos com o objetivo de reduzir seu desconforto. Dependendo da situação, o indivíduo dará prioridade aos pensamentos positivos ou negativos, levando a uma mudança de comportamento conhecida como resposta amplificada.

## Enquadramento teórico
De acordo com Susan Fiske, há duas características fundamentais de grupos estigmatizados por todo o mundo: as ideias de que status indica competência e cooperação indica cordialidade. Duas combinações de competência e cordialidade produzem preconceitos ambivalentes. A percepção combinada de certos grupos como cordiais porém incompetentes os faz perceber como dignos de pena, por exemplo, mulheres tradicionais e idosos. A percepção combinada de certos grupos como competentes, porém frios, os torna invejados, por exemplo, mulheres que não cumprem papéis tradicionais ou empreendedores pertencentes a minorias. Fiske usa essa concepção de preconceito para explicar o sexismo ambivalente, heterossexismo, racismo, xenofobia, etarismo e classismo.

## Opiniões sobre o preconceito ambivalente
De acordo com Whitley e Kite, o preconceito ambivalente se origina quando um indivíduo possui ao mesmo tempo pensamentos bons e ruins a respeito de um grupo de fora. Em seu livro, 'The Psychology of Prejudice and Discrimination eles falam sobre o conceito de raça quando aplicado a grupos humanos e como alguns indivíduos tem reações ambivalentes ao ser confrontadas com pessoas de outros grupos étnicos.
Irwin Katz afirmou que o preconceito ambivalente só ocorre quando o indivíduo se dá conta das próprias opiniões conflitantes, e, para a maioria das pessoas, simplesmente estar cara a cara com alguém de outro grupo pode causar isso. De acordo com Katz, isso pode causar problemas de autoestima, já que o indivíduo sente que não está vivendo plenamente de acordo com seus valores. Esse conflito causa emoções negativas que por sua vez, são expressas em um comportamento negativo.
Irwin Katz e Glen Hass (1988) afirmaram que os contraditórios valores estadunidenses são responsáveis pelo preconceito ambivalente. O primeiro valor é que o trabalho duro sempre compensa e que as pessoas tem o que merecem, enquanto o outro é de que todos somos iguais e devemos ajudar os menos afortunados. Quando aplicado à raça, muitas pessoas ficam completamente desorientadas. Elas veem pessoas desavantajadas de minorias étnicas como pessoas que não trabalham o suficiente, ao mesmo tempo que reconhecem que essas pessoas tem experiências mais difíceis em termos sociais e financeiros.
Tara MacDonald e Mark Zanna sugeriram que os estereótipos são os responsáveis pelo preconceito ambivalente. De acordo com eles, os indivíduos podem respeitar e gostar de outros, as duas emoções funcionando independente uma da outra. Quando uma pessoa sente essas emoções para com grupos inteiros, isso é por causa dos estereótipos. Assim sendo, uma pessoa pode gostar e desrespeitar pessoas de outras etnias, devido a certos estereótipos, ou não gostar porém respeitar um grupo devido a outros estereótipos.
Em um estudo testando a natureza do preconceito ambivalente, Hisako Matsuo e Kevin McIntyre (2005) estudaram as atitudes de estadunidenses para com grupos de imigrantes. Ele propôs que o preconceito ambivalente provém de duas visões. Há a atitude individualista de que os valores da ética Protestante do trabalho, e essa atitude é associada com visões mais negativas. A outra é uma perspectiva egalitária, associada com atitudes mais positivas para com grupos de fora.